# Berufsförderungswerk München
Das Berufsförderungswerk München ist eine gemeinnützige und außerbetriebliche Bildungseinrichtung der beruflichen Rehabilitation und wendet sich an leistungsgewandelte Erwachsene und Menschen, deren dauerhafte Teilnahme am Arbeitsleben bedroht ist. Es hat seinen Hauptsitz in Kirchseeon und ist seit 1974 tätig.
Das Berufsförderungswerk bietet die erforderlichen Leistungen zur Teilhabe am Arbeitsleben in Form von beruflichen Ausbildungen und Qualifizierungen an. Es verfügt über 700 Ausbildungsplätze in den Bereichen Wirtschaft, Verwaltung, Gesundheitswesen, Gastgewerbe, Elektronik, Metall, Bautechnik, zeichnerische und IT-Berufe.